# 漁業及び公海の生物資源の保存に関する条約
漁業及び公海の生物資源の保存に関する条約（ぎょぎょうおよびこうかいのせいぶつしげんのほぞんにかんするじょうやく、英: Convention on Fishing and Conservation of the Living Resources of the High Seas）は、1958年4月29日に作成され、1966年3月20日に発効した、前文と22カ条からなる条約である。公海生物資源保存条約と略称される。
第1次国連海洋法会議にて採択されたジュネーヴ海洋法4条約のひとつ。39カ国が批准している。国際協力による公海での生物資源保存を目的としたものである。

## 概要
同一の漁場において1カ国のみが漁業に従事している場合にはその国に対し保存措置をとる義務を課し、2カ国以上が従事している場合にはそれらの国々に対して合意などによって保存措置をとるよう義務を課した（第3条、第4条）。自国の領海に隣接する公海水域での漁業に対しては、その国が特別の利害関係を有することを認め、その国がそうした海域において一方的な保存措置をとることができるとしている（第6条、第7条）。ただし1982年に採択された国連海洋法条約では領海に隣接する海域として200カイリの排他的経済水域が規定されたため本条約でのこうした制度は意義を失った。また漁業に関して国際紛争が発生した場合に関して、特別委員会による強制的紛争解決手続きも規定された（第9条~第11条）。しかし本条約は、手続きなどが不明確であったり、締約国の権利義務関係が複雑であったり、資源の配分についての制度が十分でなかったという点が批判されたほか、他の漁業関連条約が締結されていたこともあって締約国の数は少なかった。国連海洋法条約の締約国の間では本条約を含むジュネーヴ海洋法4条約より国連海洋法条約の方が優先されることとなった（国連海洋法条約第311条第1項）。